# 228.ª Divisão de Infantaria (Alemanha)
A 228ª Divisão de Infantaria (em alemão:228. Infanterie-Division) foi uma unidade militar que serviu no Exército alemão durante a Segunda Guerra Mundial.

## Comandantes
| Comandante                                  | Data                                      |
| ------------------------------------------- | ----------------------------------------- |
| Generalleutnant Hans Suttner                | 16 de agosto de 1939 - 1 de março de 1940 |
| Generalleutnant Karl-Ulrich Neumann-Neurode | 1 de março de 1940 - 8 de julho de 1940   |

## Área de operações
| Polônia                 | setembro de 1939 - maio de 1940 |
| Países Baixos & Bélgica | maio de 1940 - julho de 1940    |